# 이와후네정 (니가타현)
이와후네정(岩船町)은 니가타현 이와후네군에 있던 정이다. 

## 역사
- 1889년 4월 1일 - 정촌제 시행에 의해 이와후네군 이와후네정이 성립하였다.
- 1954년 3월 31일 - 무라카미정, 세나미정, 사베리촌, 가미카이후촌과 합병, 시로 승격해 무라카미시가 되어 소멸하였다.

## 교통

### 철도
인접했던 니시칸노촌에 우에쓰 본선 이와후네역이 위치해 있었다.

## 참고문헌
- 『市町村名変遷辞典』東京堂出版、1990年。